# 반성
반성(反省; 영어: self-reflection)은 자기 언행의 잘못이나 옳고 그름을 깨닫기 위해 스스로를 돌이켜 보는 일이다. 반성은 유아기부터 청소년기까지 발달하는 성찰과 메타인지를 포함한 다양한 기능에 의존하며, 개인이 다른 사람과 상호작용하고 의사 결정을 내리는 방식에 영향을 미친다. 반성은 양심, 인식, 심리철학과 관계가 있다.

## 같이 보기
- 의식 (심리철학)
- 인간중심주의
- 지혜